# Théâtre Mogador

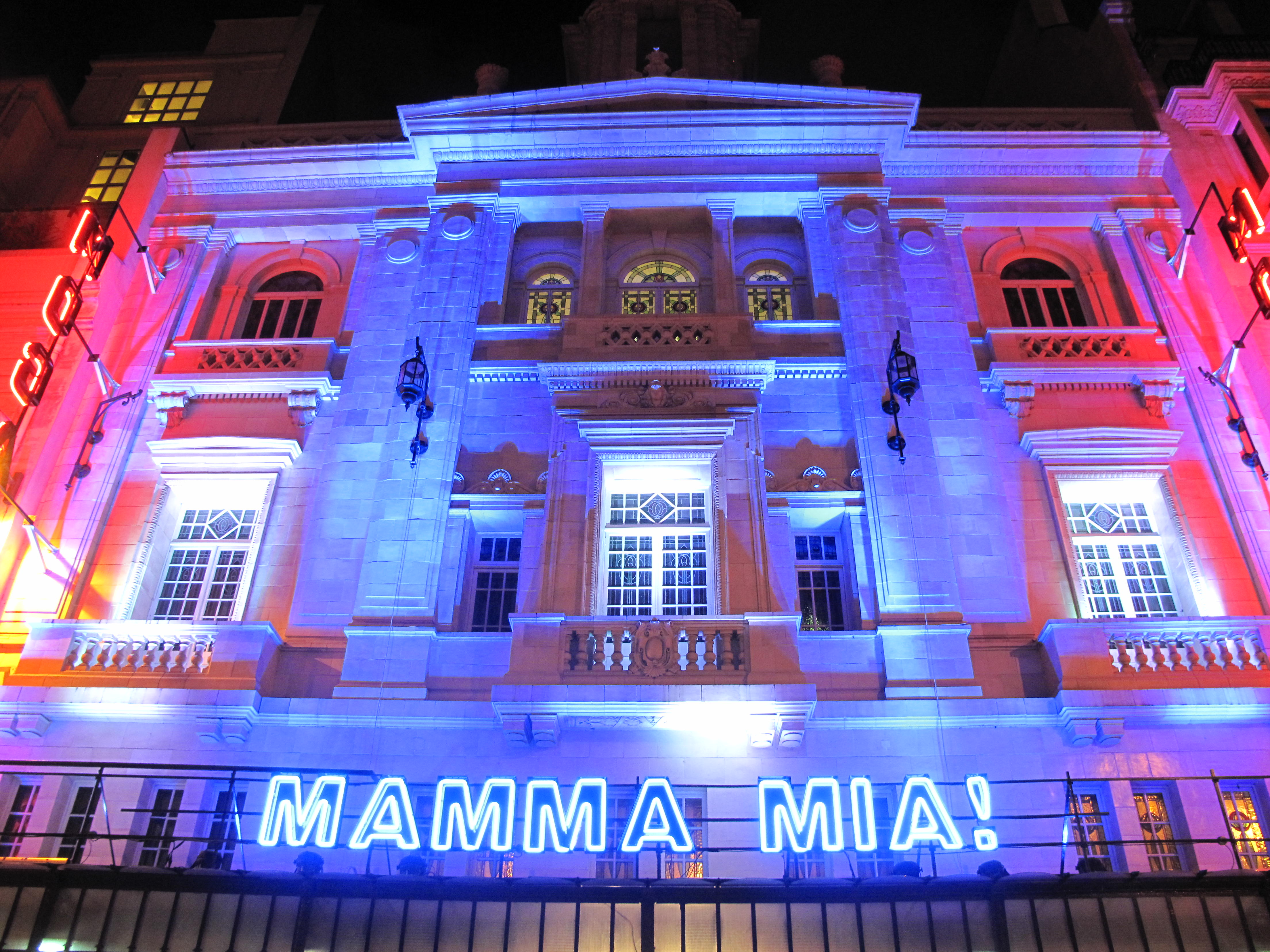
Théâtre Mogador, 2012

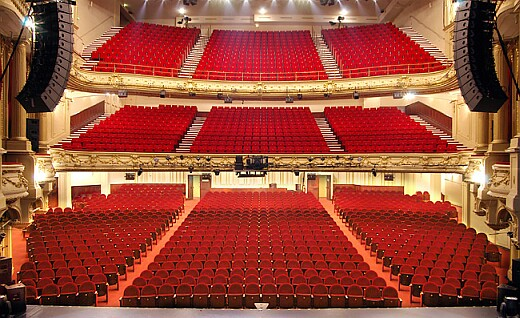
Auditorium des Théâtre Mogador

Das 1913 gegründete und von Bertie Crewe entworfene Théâtre Mogador ist ein Pariser Varieté-Theater in der Rue de Mogador 25 im neunten Arrondissement. Es bietet auf drei Rängen Platz für 1600 Zuschauer.

## Geschichte
Im Jahr 1913 mietete der Finanzier Sir Alfred Butt ein Gelände in Paris. Das während des Ersten Weltkriegs nach englischen Music-Hall-Prinzipien und im englischen Stil errichtete Theater wurde ursprünglich Palace Theatre genannt, nach dem gleichnamigen Theater in London, um die britischen Soldaten anzusprechen. Der Name wurde kurz darauf in Théâtre Mogador geändert, wobei Mogador der alte Name der Stadt Essaouira in Marokko ist. Zu den Gästen der offiziellen Einweihung am 21. April 1919 gehörten der amerikanische Präsident Woodrow Wilson, der sich in Frankreich aufhielt, um den Vertrag von Versailles auszuhandeln, sowie sein Nachfolger Franklin Roosevelt.
Ab 1920 war es ein Cine-Varieté, das durch die Aufführungen der Ballets Russes von Sergej Diaghilew sowie durch die Thés Mogador – Operetten- und Theateraufführungen am Nachmittag – berühmt wurde. Bis in die 1970er Jahre wurde das Théâtre Mogador hauptsächlich für Operettenaufführungen genutzt, darunter von Mistinguett. Der französische Operettensänger Marcel Merkès (1920–2007) trat hier von Ende der 1940er bis Mitte der 1970er Jahre regelmäßig auf.
Nach einer umfassenden Renovierung erstrahlt das Gebäude seit 1983 in neuem Glanz. Im Jahr 2005 wurde es von der Stage Entertainment-Gruppe (damals Stage Holding – The Theatre Group) gekauft.  2002, 2003, 2005 und 2006 war das Theater Schauplatz der Verleihungen des Prix Molière. 
Am 26. September 2016 wurden bei einem Brand mehrere Teile des Theaters beschädigt, darunter die Bühne und die Requisiten, die für die französischsprachige Inszenierung von Das Phantom der Oper verwendet werden sollten. Aus diesem Grund wurde die französische Premiere des Stücks auf unbestimmte Zeit verschoben. Im Herbst 2017 wurde das Theater wieder eröffnet.

## Produktionen (Auswahl)
Ballett
- 1922: Ballets Russes; Premieren von Petruschka, Shéhérazade, L’Après-midi d’un faune, Dornröschen; musikalische Leitung Ernest Ansermet
- 2005: Schwanensee, Choreographie: Matthew Bourne

Konzerte, Musikshows und Musicals
- 1919: Hullo Paris ! Revue von Paul-Louis Flers, Lucien Boyer, Jacques Battaille-Henri
- 1937: Ça, c'est parisien; Revue mit Mistinguett
- 1972: Hello, Dolly!; Regie: Raymond Vogel
- 1981: The Clash
- 1986: Das Phantom der Oper
- 1991: Les Misérables; Regie: John Caird und Trevor Nunn, Choreographie: Kate Flat, musikalische Leitung: David Charles Abell
- 1996: Starmania; Regie: Lewis Furey, Ausstattung: Philippe Guillotel; 1996 und 1997 mit dem Victoires de la musique ausgezeichnet
- 2010: Mamma Mia!
- 2012: Sister Act
- 2013: Die Schöne und das Biest; in einer Adaption von Nicolas Nebot, Ludovic-Alexandre Vidal, Claude Rigal-Ansous
- 2015: Cats; Regie: Trevor Nunn
- 2015: Tanz der Vampire; Neubearbeitung der Wiener Fassung (1997) für französische Bühnen und inszeniert von Roman Polanski[1]
- 2007: Der König der Löwen; Neuinszenierung 2021
- 2017: Grease
- 2018: Chicago; französische Premiere
- 2019: Ghost – Das Musical